# Dicranomyia (Dicranomyia) cinerella
Dicranomyia (Dicranomyia) cinerella is een tweevleugelige uit de familie steltmuggen (Limoniidae). De soort komt voor in het Australaziatisch gebied.